# Anh
Anh (tiếng Anh: England, /ˈɪŋɡ.lənd/) là một quốc gia cấu thành nên Vương quốc Liên hiệp Anh và Bắc Ireland. Quốc gia này có biên giới trên bộ với Scotland về phía bắc và với Wales về phía tây. Biển Ireland nằm về phía tây bắc và biển Celtic nằm về phía tây nam của Anh. Anh tách biệt khỏi châu Âu lục địa qua biển Bắc về phía đông và eo biển Manche về phía nam. Anh nằm tại miền trung và miền nam đảo Anh và chiếm khoảng 5/8 diện tích của đảo; ngoài ra còn có trên 100 đảo nhỏ. Người hiện đại cư trú lần đầu tiên tại khu vực Anh ngày nay trong giai đoạn Đồ đá cũ muộn, song "England" có tên gọi bắt nguồn từ một bộ lạc German là Angle, bộ lạc này định cư trên đảo vào thế kỷ V-VI. Anh trở thành một quốc gia thống nhất vào thế kỷ X, và kể từ thời đại Khám phá quốc gia này có tác động đáng kể về văn hoá và tư pháp trên thế giới. Vương quốc Anh (bao gồm Wales từ năm 1535) kết thúc vị thế một quốc gia có chủ quyền riêng biệt vào ngày 1 tháng 5 năm 1707, khi các Đạo luật Liên minh có hiệu lực với kết quả là liên minh chính trị với Vương quốc Scotland để hình thành Vương quốc Anh liên hiệp. Tiếng Anh, giáo hội Anh giáo, và luật Anh (nền tảng của thông luật tại nhiều quốc gia) được phát triển tại Anh, và hệ thống chính phủ nghị viện của Anh được nhiều quốc gia khác áp dụng. Cách mạng công nghiệp bắt đầu tại Anh trong thế kỷ XVIII, chuyển đổi Anh trở thành quốc gia công nghiệp hoá đầu tiên trên thế giới.
Địa hình của Anh chủ yếu là đồi thấp và đồng bằng, đặc biệt là tại miền trung và miền nam. Tuy nhiên, có các vùng cao tại miền bắc và tây nam. Thủ đô của Anh là Luân Đôn, thuộc khu vực đại đô thị lớn nhất tại Anh Quốc cũng như Liên minh châu Âu. Dân số Anh đạt trên 53 triệu người, chiếm 84% dân số Vương quốc Liên hiệp. Phần lớn dân cư tập trung tại quanh Luân Đôn, vùng Đông Nam, và các khu thành thị tại miền Trung, Tây Bắc, Đông Bắc và Yorkshire, là những nơi phát triển thành các vùng công nghiệp lớn trong thế kỷ XIX.

### Tiền sử và cổ đại

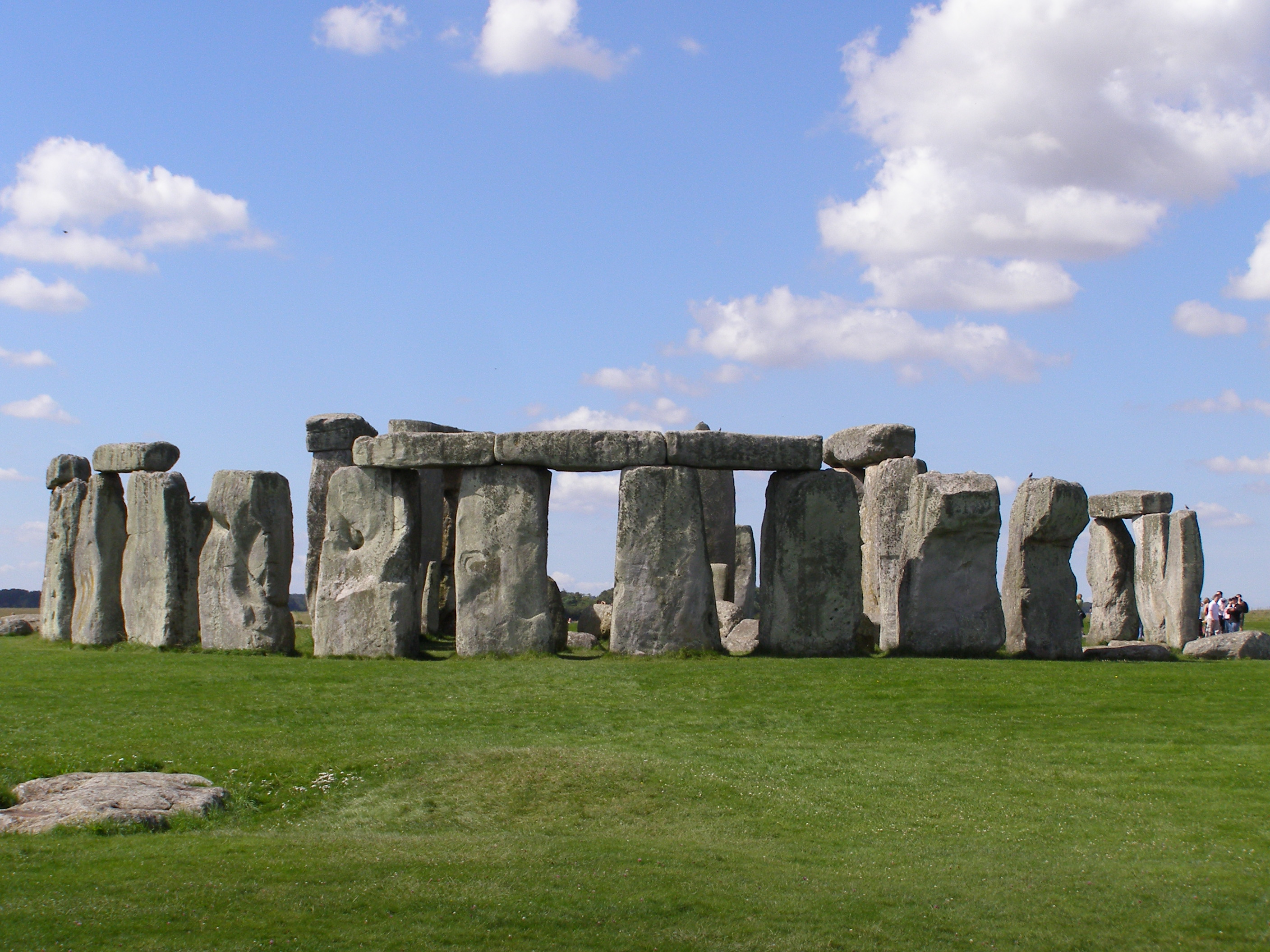
Stonehenge là một nơi kỷ niệm từ thời đồ đá mới

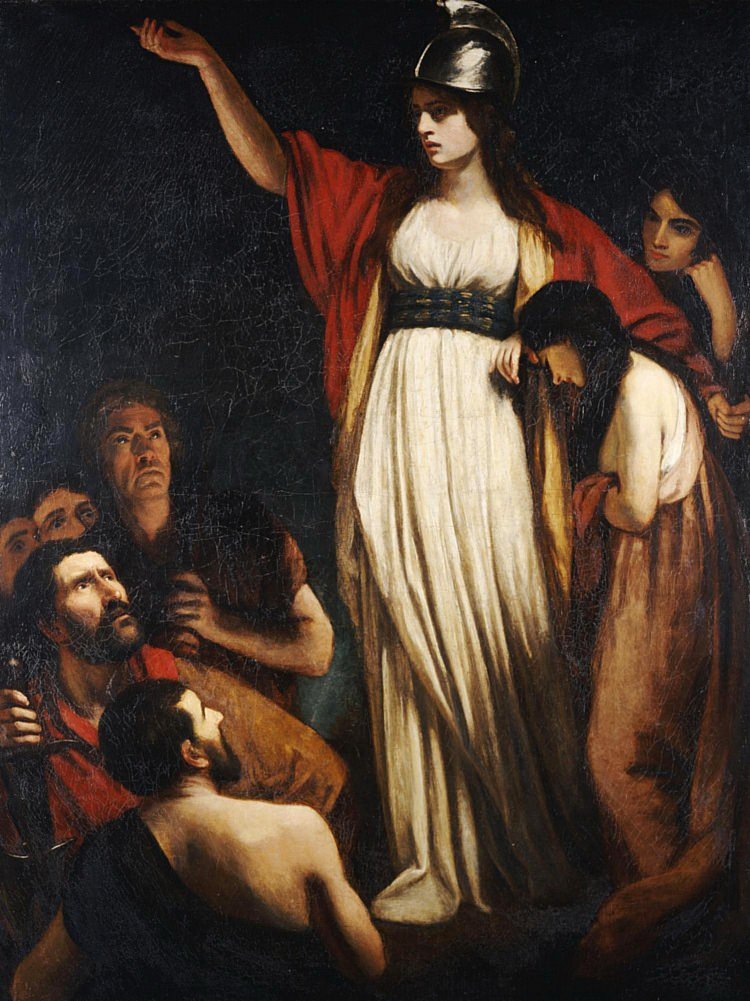
Boudica lãnh đạo một cuộc khởi nghĩa chống Đế quốc La Mã

### Trung Cổ

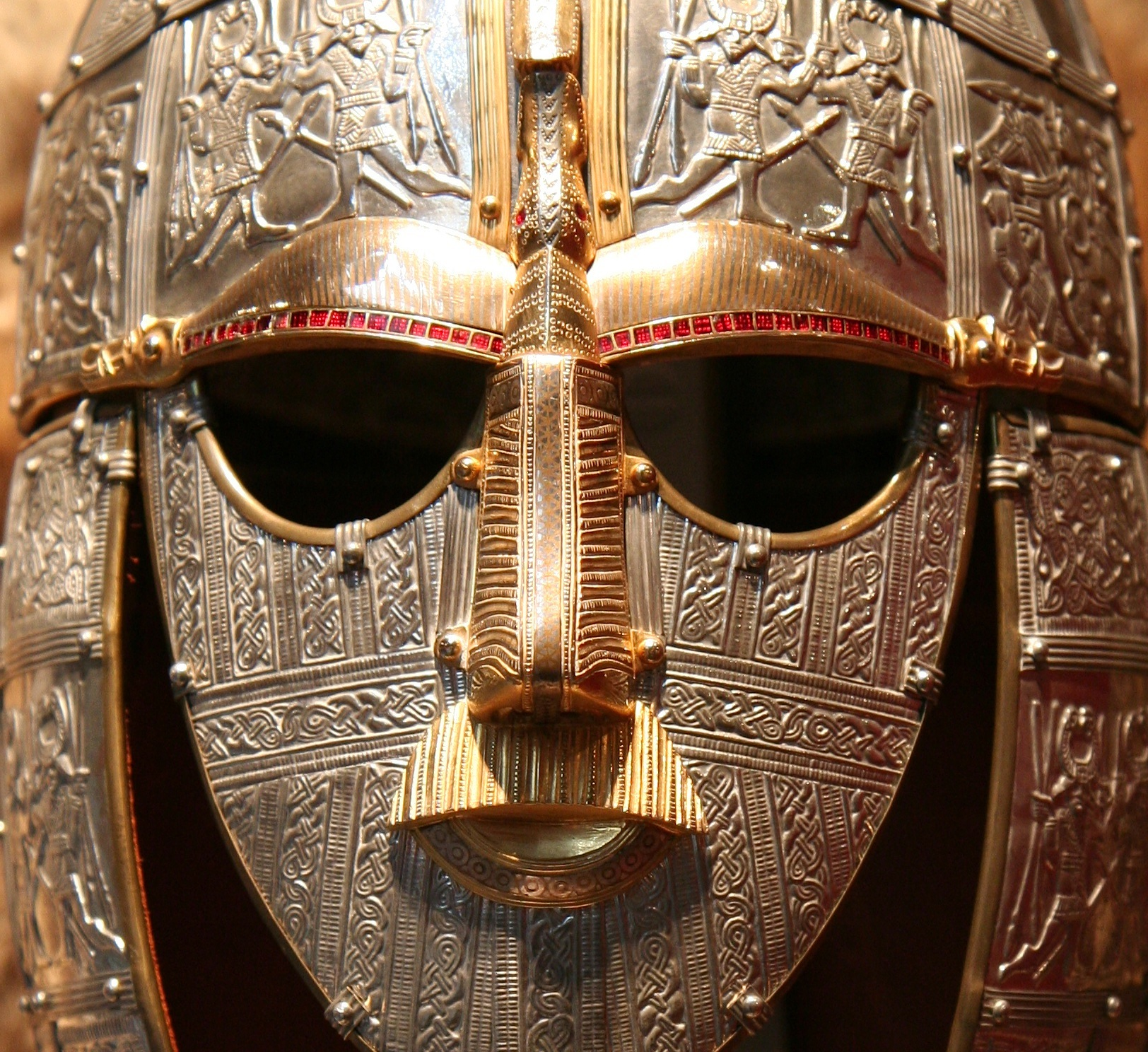
Bản sao mũ sắt nghi lễ Sutton Hoo từ Vương quốc East Anglia

### Sơ kỳ cận đại

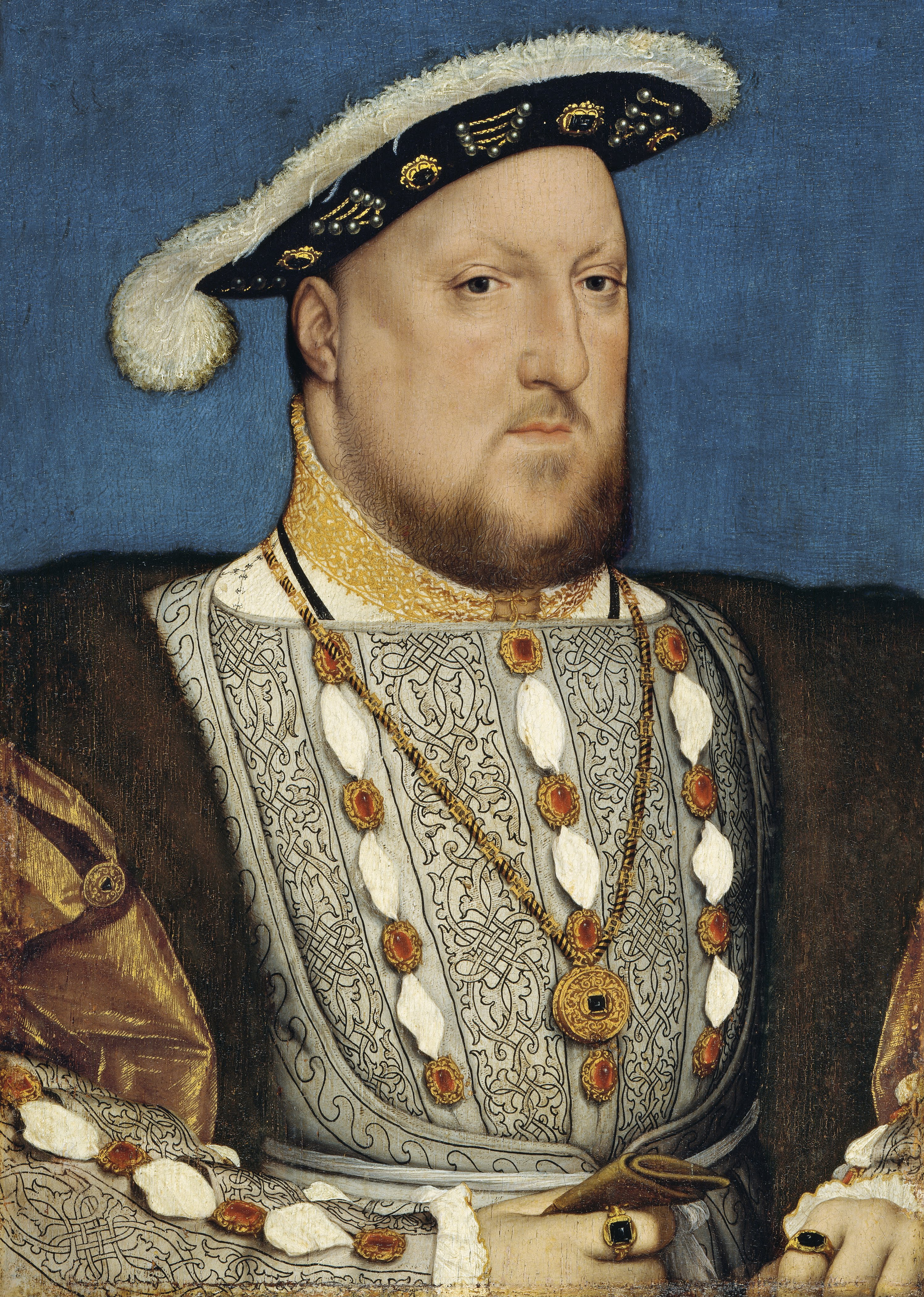
Quốc vương Henry VIII trở thành thủ lĩnh tối cao của Giáo hội Anh

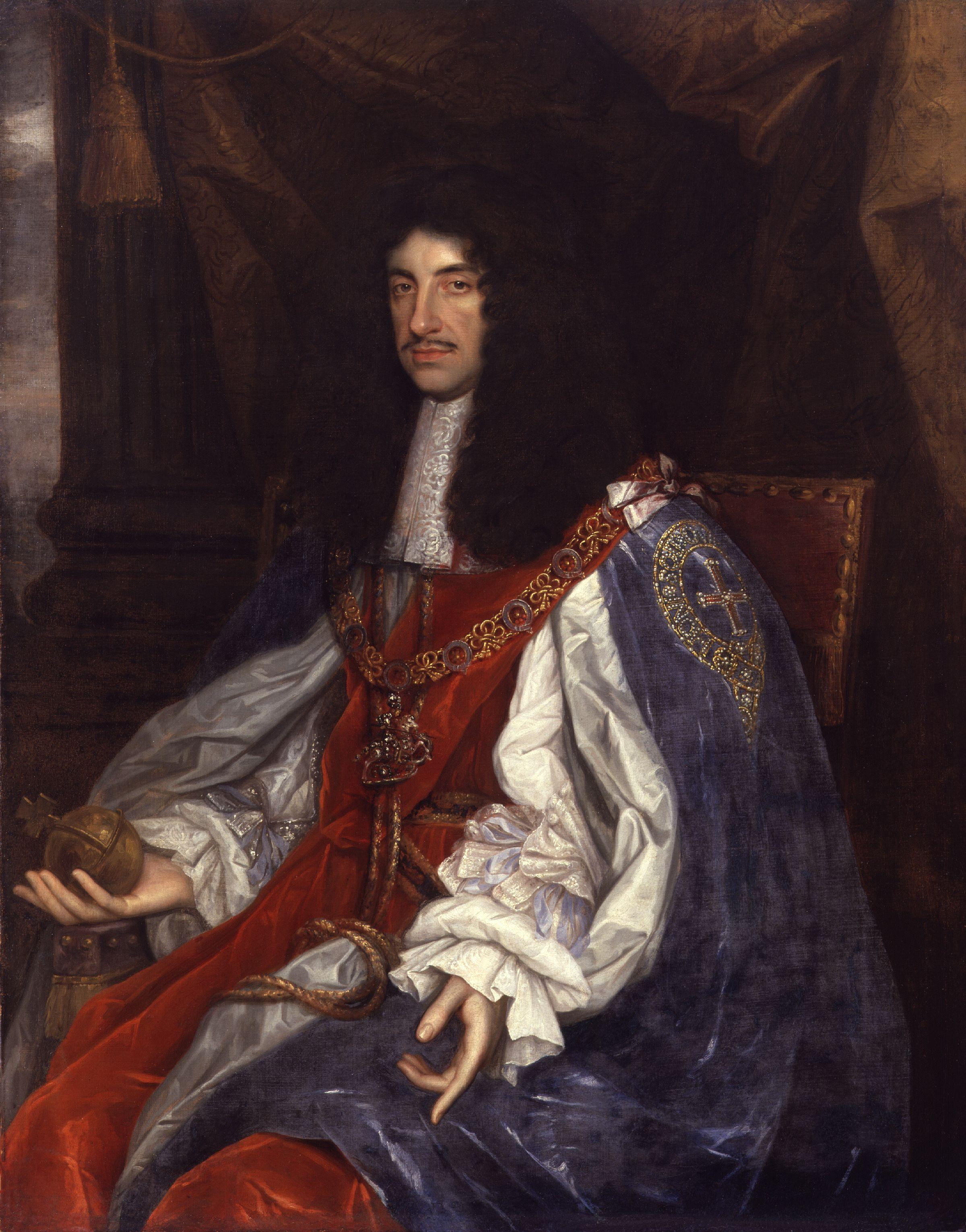
Anh khôi phục chế độ quân chủ dưới quyền Quốc vương Charles II và trải qua hoà bình sau Nội chiến Anh.

### Hậu kỳ cận đại và đương đại

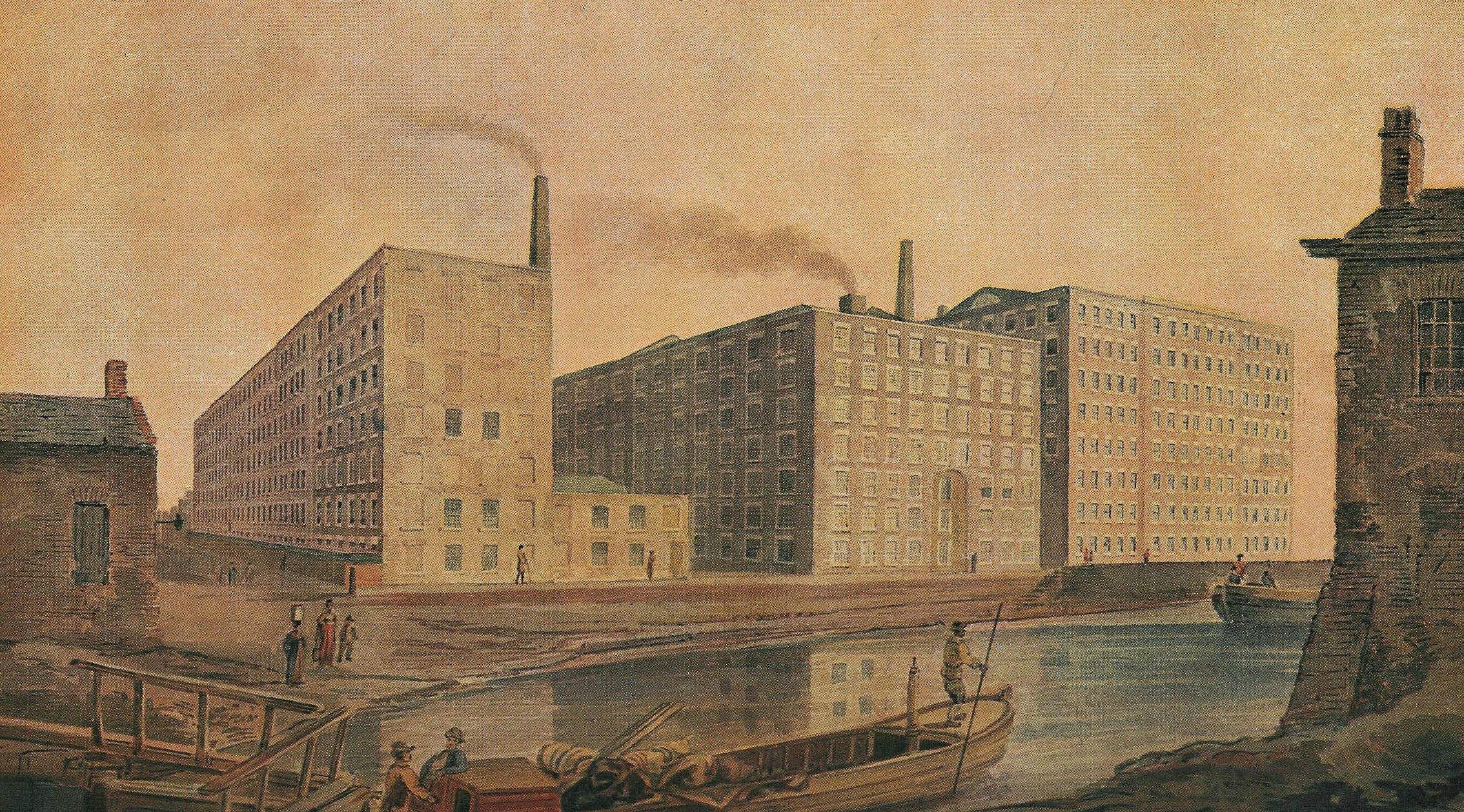
Các nhà máy bông sợi tại Manchester vào khoảng năm 1820, đây là "thành phố công nghiệp đầu tiên" trên thế giới.

Bia kỷ niệm các thành viên của Quân đội Anh thiệt mạng trong hai thế chiến.

## Chính trị

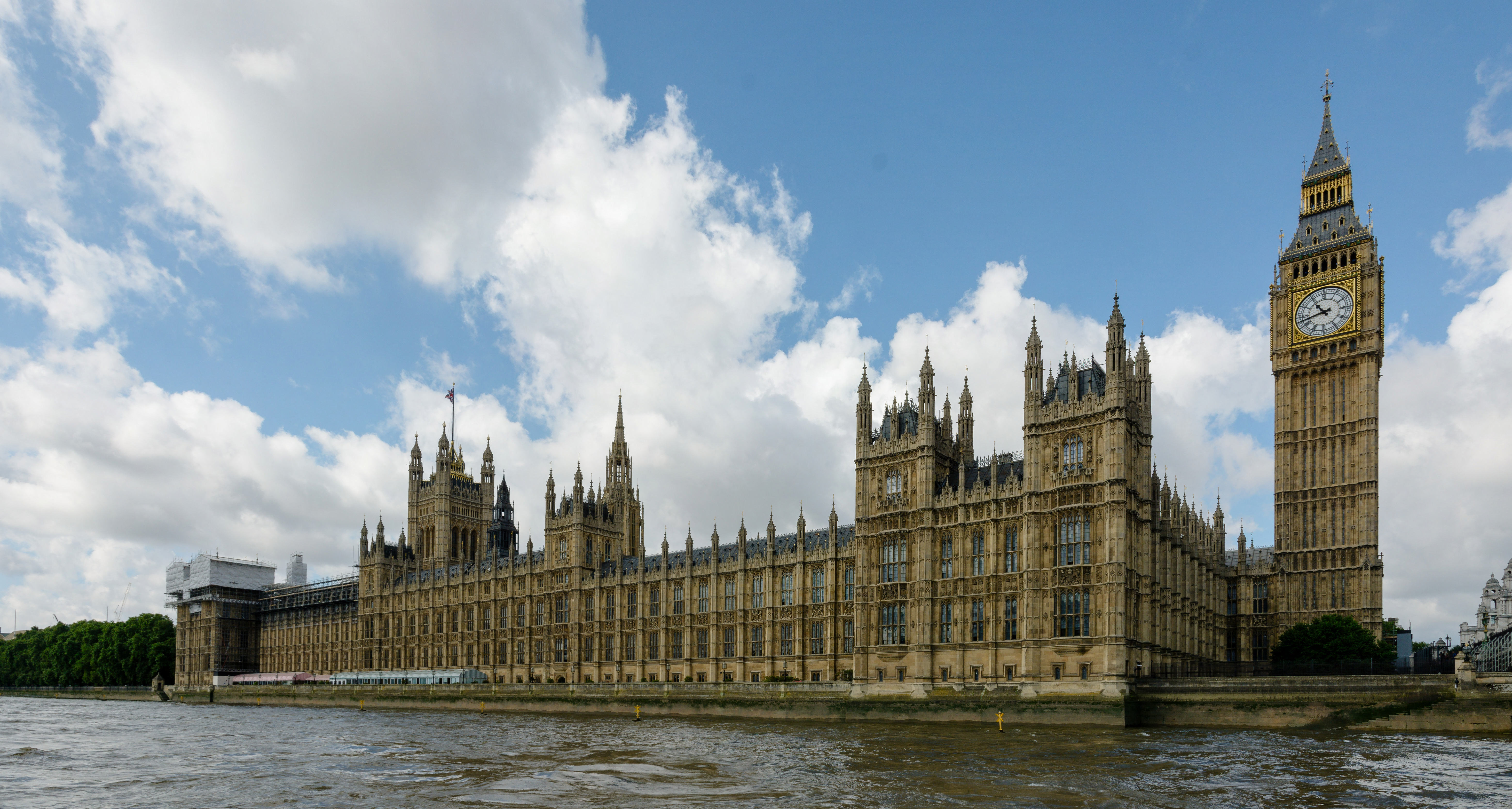
Cung điện Westminster là trụ sở của Quốc hội Anh Quốc

## Địa lý

Khối núi Skiddaw tại Lake District, phía tây bắc của Anh

### Điện ảnh

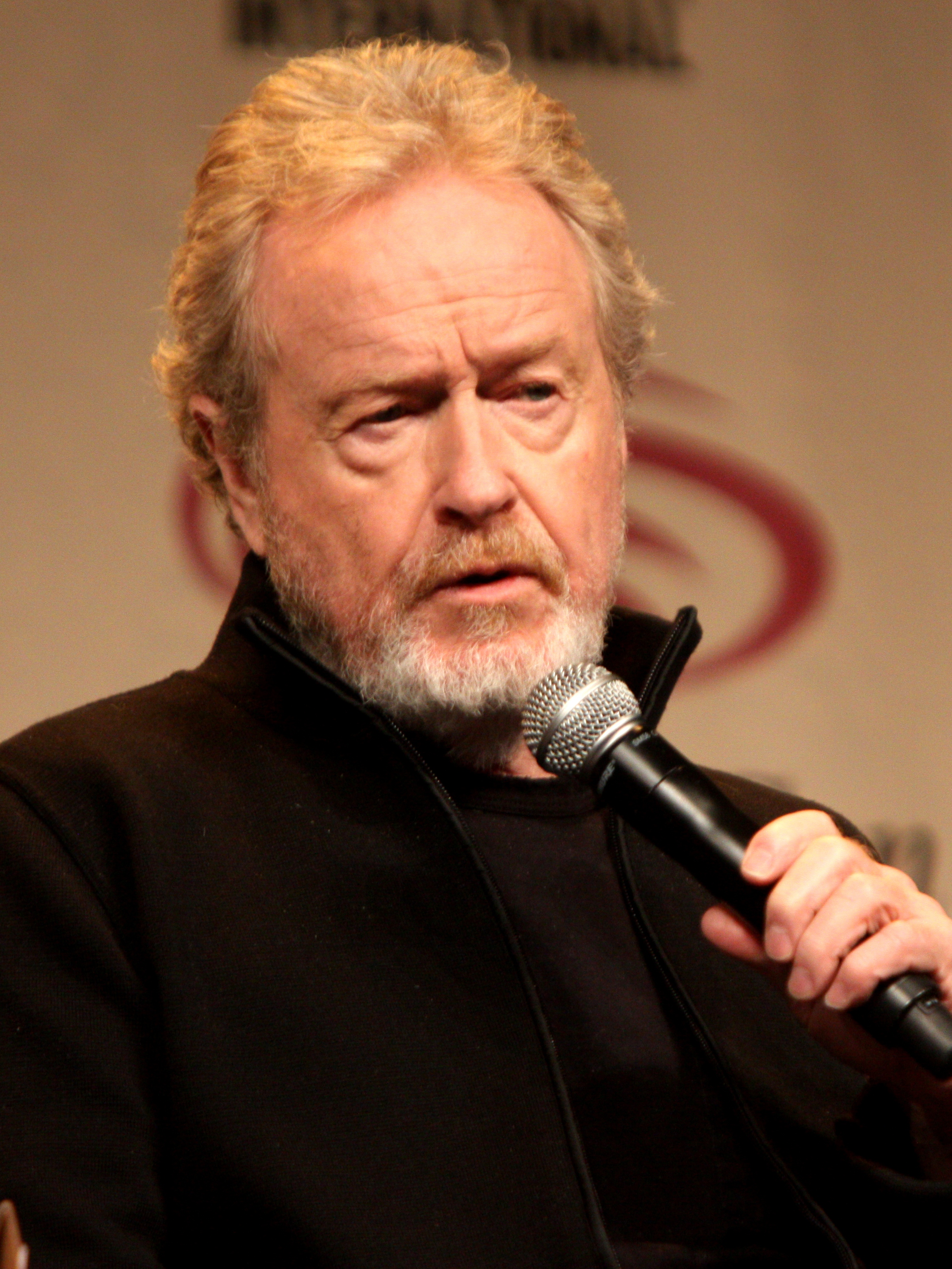
Ridley Scott nằm trong một nhóm nhà làm phim Anh, gồm cả Tony Scott, Alan Parker, Hugh Hudson và Adrian Lyne, họ nổi lên từ khi thương mại hoá truyền hình Anh thập niên 1970.